# If We Could Only See Us Now
Albums de Thrice
The Artist in the Ambulance
(2003) Vheissu
(2005)
If We Could Only See Us Now est une compilation musicale du groupe américain Thrice, parue en 2005 et distribuée par le label discographique Island Records. Il comprend un CD contenant des chansons inédites, ainsi qu'un DVD renfermant un documentaire relatant l'histoire, et des vidéos commerciales et promotionnelles du groupe. Il est accueilli d'une note de 3,5 sur 5 par AllMusic.

## Listes des pistes
1. Eclipse – 3:21
2. Motion Isn't Meaning (Feat. Wade Halicki) – 1:53
3. Stare At The Sun (Acoustic) – 3:41
4. Cold Cash, Colder Hearts (Live At the Apple Store) – 3:03
5. The Artist in the Ambulance (Live At The Apple Store) – 3:47
6. Eleanor Rigby (Beatles cover) – 3:51
7. Send Me An Angel (Real Life cover) – 3:27
8. That Hideous Strength – 2:30
9. So Strange I Remember You (Alternative version/Live bootleg from PNC Bank Arts Center) – 4:18

## Contenu du DVD
Le DVD contient un documentaire sur le groupe de musique Thrice. Il contient également les vidéos promotionnelles pour les morceaux Deadbolt, All That's Left , Stare at the Sun, et les vidéos de spectacles pour les morceaux Phoenix Ignition, T&C, Deadbolt, Under a Kiling Moon, The Abolition of Man, Cold Cash and Colder Heart, et So Strange I Remember You.